# Nati nel 1491
| Questa pagina contiene informazioni ricavate automaticamente dalle voci biografiche con l'ausilio del template Bio e di un bot. L'aggiornamento è periodico e automatico e ricostruisce completamente la pagina. Se manca una persona in questa lista, sei pregato di non aggiungerla, ma accertati piuttosto che la sua voce biografica contenga il template Bio e che i dati anagrafici siano correttamente compilati. Se il template Bio manca, inseriscilo tu stesso o, in alternativa, metti l'avviso {{tmp\|Bio}} che ne segnala la mancanza. Se i dati riportati sono sbagliati, correggi direttamente la voce biografica; le modifiche saranno visibili in questa lista entro pochi giorni. Per chiarimenti vedi il progetto biografie. La lista contiene solo le 40 persone che sono citate nell'enciclopedia e per le quali è stato implementato correttamente il template Bio. Pagina aggiornata al 27 gen 2025. |

- 15 gennaio - Nicolò Da Ponte, doge († 1585)
- 30 gennaio - Francesco Maria Sforza, conte italiano († 1512)
- 25 marzo - Maria di Albret, nobile francese († 1549)
- 3 maggio - Cesare Sforza, religioso italiano († 1514)
- 10 maggio - Susanna di Borbone, nobildonna († 1521)
- 28 giugno - Enrico VIII d'Inghilterra, re inglese († 1547)
- 3 agosto - Maria di Jülich-Berg, nobile tedesca († 1543)
- 25 agosto - Innocenzo Cybo, cardinale italiano († 1550)
- 6 ottobre - Francesco di Borbone-Vendôme, generale francese († 1545)
- 26 ottobre - Zhengde, imperatore cinese († 1521)
- 8 novembre - Teofilo Folengo, poeta italiano († 1544)
- 11 novembre - Martin Bucer, teologo tedesco († 1551)
- 26 novembre - Bindo Altoviti, banchiere e mecenate italiano († 1557)
- 29 novembre - Andreas I Imhoff, banchiere, mercante e politico tedesco († 1579)
- 31 dicembre - Jacques Cartier, esploratore francese († 1557)
- Azai Sukemasa, militare giapponese († 1542)
- Giuliano di Baccio d'Agnolo, architetto e scultore italiano († 1555)
- Malatesta IV Baglioni, generale, mercenario e nobile italiano († 1531)
- Guillaume du Bellay, storico e funzionario francese († 1543)
- Georg Blaurock, religioso svizzero († 1529)
- Giuliano Cesarini, nobile italiano († 1566)
- Giovanni Battista Ghislieri, cardinale italiano († 1559)
- Pieter de Corte, vescovo cattolico belga († 1567)
- Cinzio Filonardi, vescovo cattolico italiano († 1534)
- Francesco di Waldeck, vescovo cattolico tedesco († 1553)
- Giovanni Antonio da Lucoli, scultore italiano
- Hatakeyama Yoshifusa, militare giapponese († 1545)
- Ignazio di Loyola, religioso e militare spagnolo († 1556)
- Robert de la Marck, militare e storico francese († 1537)
- Francesco Melzi, pittore italiano († 1567)
- Nagano Narimasa, militare giapponese († 1561)
- Obata Toramori, militare giapponese († 1561)
- Marco Antonio Passeri, filosofo italiano († 1563)
- Alfonso Petrucci, cardinale e vescovo cattolico italiano († 1517)
- Ercole Rangoni, cardinale e vescovo cattolico italiano († 1527)
- Feliciano de Silva, scrittore spagnolo († 1554)
- Giuliano Soderini, vescovo cattolico e diplomatico italiano († 1544)
- Lodovico Vistarini, condottiero italiano († 1556)
- Magdalena Zeger, astronoma e astrologa tedesca († 1568)
- Mellin de Saint-Gelais, poeta francese († 1558)